# Im Dutzend billiger (2003)
Im Dutzend billiger ist eine US-amerikanische Filmkomödie aus dem Jahr 2003. Sie basiert vage auf dem gleichnamigen Erinnerungsbuch von Frank Bunker Gilbreth Jr. und Ernestine Gilbreth Carey, den Kindern von Frank Bunker Gilbreth und Lillian Evelyn Gilbreth, das Walter Lang bereits 1950 mit Clifton Webb und Myrna Loy unter dem gleichen Titel verfilmt hatte. Die Neuverfilmung mit Steve Martin war vor allem in den Vereinigten Staaten sehr erfolgreich, was im Jahr 2005 zu einer Fortsetzung mit dem Titel Im Dutzend billiger 2 – Zwei Väter drehen durch führte. In Europa lockte der Film von Regisseur Shawn Levy hingegen nur wenige Besucher in die Kinos.

## Handlung
Tom und Kate Baker haben sich vor 23 Jahren entschieden, dass sie acht Kinder haben wollen. Zwölf sind es schließlich geworden. Die Großfamilie lebt auf dem Land, wo Tom das Football-Team des örtlichen Colleges trainiert. Kate hat ihren Job als Sportjournalistin aufgegeben. Eines Tages bekommt Tom das Traumangebot, Coach der „Stallions“ zu werden. Dazu muss die Familie nach Chicago, was die Kinder stört. Trotzdem schaffen es Tom und Kate schlussendlich, mit ihnen umzuziehen. Doch Kate muss eine Promotiontour für ihr neues Buch (das „Im Dutzend Billiger“ heißt) durch die ganzen Staaten machen. Das erste Mal ist Tom mit seinen Kindern alleine.
Die Situation spitzt sich immer mehr zu. Trotzdem schafft es Tom, Erfolge mit seinem Football-Team zu erzielen und erzählt Kate am Telefon immer wieder, alles sei unter Kontrolle. Die Kinder sehen dies allerdings keinesfalls so und daheim tobt das Chaos. Schließlich bricht Kate, von den Kindern alarmiert, ihre Reise ab. Als dann auch noch ein Kind wegläuft, trifft Tom seine Entscheidung und beendet seine Karriere als Football-Coach der „Stallions“. Kates Buch ist zwölf Monate auf der Bestsellerliste, Tom lehnt zwölf Jobangebote ab, bis er eines bekommt, das es ihm ermöglicht, mehr Zeit mit der Familie zu verbringen, und sie feiern als wieder – im Rahmen des möglichen – harmonisch vereinte Familie zusammen Weihnachten.

## Ausstrahlung in Deutschland
In Deutschland lief die Free-TV-Premiere am 3. Dezember 2006 auf RTL. Den Film verfolgten insgesamt 3,27 Millionen Zuschauer bei einem Marktanteil von 9,0 Prozent. In der werberelevanten Zielgruppe lag der Marktanteil bei 14,9 Prozent.

## Kritik
„Remake der gleichnamigen populären Hollywood-Komödie von Walter Lang aus dem Jahr 1950, das ganz auf seinen hyperaktiven, wild grimassierenden Hauptdarsteller zugeschnitten ist und dabei letztlich nur beliebiger Slapstick-Komik Vorschub leistet.“

„Wer sich anderthalb Stunden von seichter Komik berieseln lassen will, sollte für „Im Dutzend billiger“ ein Kinoticket lösen. Alle anderen sollten um den Film lieber einen Bogen machen. Ein großer Vorwurf ist Regisseur Shawn Levy („Voll verheiratet“) dabei gar nicht einmal zu machen. Mehr als einen netten, harmlosen Unterhaltungsfilm wollte er garantiert gar nicht drehen.“

„Das mag der Amerikaner: Heimelige Komödien aus Apfelkuchenland, wo Mama und Papa trotz einem Dutzend Bälger immer noch nicht die Finger voneinander lassen können, wo man eine Entscheidung zwischen Familie und Karriere treffen muss und diese dann echt nicht schwer fällt, wo Chaos und Unordnung an der Tagesordnung sind und trotzdem Friede-Freude-Eierkuchen-Harmonie herrscht, wo man Kinder hat wie die unsägliche Hilary Duff, den Mucki-bepackten „Smallville“-Superman Ton Welling [sic] und lauter herzige Schrazen, die zu allem Überfluss auch noch Frösche als Haustiere halten.[...] Das ist wie ein zentimeterdick mit Zucker und Butter überbackener Bananen-Nuss-Muffin: viel zu süß. Aber [...] wenn man reinbeißt, will man nicht mehr aufhören. Auch wenn einem danach speiübel ist.“

„[...] Shawn Levys Film ist ausgesuchte Mittelmäßigkeit und setzt die Reihe jener laschen Familienfilme fort, mit der sich Altkomiker Steve Martin nicht erst seit dem letztjährigen Haus über Kopf jeweils nur kurzfristig in Erinnerung ruft.“

„Steve Martin macht es sichtlich Spaß in diesem Film den Dompteur der Kinderbande zu spielen. "Im Dutzend billiger" ist dann auch ein netter Familienfilm geworden, der aber leider zu wenig aus seinen Möglichkeiten macht. Wenn die gesamte Familie am frühen Morgen in der Küche wie einstudiert die Pausenbrote schmiert und drauf Ski läuft dann ist das urkomisch. Warum gibt es nicht mehr solcher Szenen? Die hätten den Streifen zu einem richtigen Knüller gemacht. So bleibt es lediglich ein Schmunzelfilm.“

„Das Remake kommt nicht ans Original (50) heran. Wie der Titel schon verrät: Dutzendware.“

## Musik
- Tom Cochrane – Life Is A Highway
- Simple Plan – I’m Just A Kid
- The Beatles – Help!
- Sum 41 – In Too Deep
- Hilary Duff – What Christmas Should Be

## Auszeichnungen
„Im Dutzend billiger“ wurde für verschiedene Auszeichnungen nominiert:
| Ergebnis  | Auszeichnung       | Kategorie | Jahr |
| --------- | ------------------ | --- | ---- |
| Nominiert | Blimp award        | Bester Filmschauspieler – Ashton Kutcher                                                                      | 2004 |
| Nominiert | Goldene Himbeere   | Schlechtester Schauspieler – Ashton Kutcher                                                                   | 2004 |
| Nominiert | Teen Choice Award  | Bester männlicher Darsteller – Tom Welling Bester Filmschwarm – Hilary Duff Filmschauspieler – Ashton Kutcher | 2004 |
| Gewonnen  | Young Artist Award | Beste Darstellung eines Teenagers – Forrest Landis Beste Gruppe von Teenagern oder Kindern                    | 2004 |
| Nominiert | Young artist award | Bester Filmauftritt – Alyson Stoner                                                                           | 2004 |

## Belege
1. ↑   Freigabebescheinigung für Im Dutzend billiger. Freiwillige Selbstkontrolle der Filmwirtschaft, Dezember 2003 (PDF; Prüfnummer: 96 494 K).
2. ↑  Alterskennzeichnung für Im Dutzend billiger. Jugendmedienkommission.
3. ↑  Uwe Mantel: "Navy CIS" holt Rekordreichweiten und die Marktführung. In: DWDL.de. 4. Dezember 2006, abgerufen am 28. März 2023.
4. ↑  Im Dutzend billiger. In: Lexikon des internationalen Films. Filmdienst, abgerufen am 2. März 2017.
5. ↑  Im Dutzend billiger auf Filmstarts.de
6. ↑  Im Dutzend billiger auf Musikexpress
7. ↑  Im Dutzend billiger auf Filmspiegel
8. ↑  Im Dutzend billiger auf Moviemaster.de
9. ↑  Im Dutzend billiger. In: TV Spielfilm. Abgerufen am 20. September 2010.
10. ↑  Awards. Internet Movie Database, abgerufen am 23. November 2021.